# Шармелек
Шармелек (на унгарски: Sármellék) е село в западна Унгария, разположено в окръг Кестхей, област Зала, регион Западно Заддунавие. Населението му според преброяването през 2022 г. е 1805 жители. От 2024 г. кмет на селото е Мисмас Бири, излъчена като независима.
В селото функционира основно училище, в което се изучава български език.

## Население
Численост на населението според преброяванията през годините:
- 1980 – 1946 жители;
- 1990 – 1759 жители;
- 2001 – 1829 жители;
- 2011 – 1847 жители;
- 2022 – 1805 жители.

Според преброяването на населението през 2022 г. има 1805 жители, от тях: 1592 (88,19%) унгарци, 50 (2,77%) цигани, 48 (2,65%) българи, 11 (0,60%) германци, 5 (0,27%) румънци, 6 (0,33%) от други етнически групи, 186 (10,30%), за които не е посочена етническа принадлежност, а 117 (6,48%) са определени като „местна националност“.